# Glenea magdelainei
Glenea magdelainei é uma espécie de escaravelho da família Cerambycidae.